# 徐立平
徐立平（1968年10月—），江苏溧阳人，汉族，中国共产党党员。中华人民共和国国家高级技师、航天特级技师、第十三届全国人民代表大会陕西省代表。

## 生平
2018年，徐立平被选为陕西省出席第十三届全国人民代表大会代表。